# Louis Hayward
Louis Hayward, född 19 mars 1909 i Johannesburg, Sydafrika, död 21 februari 1985 i Palm Springs, Kalifornien, var en amerikansk skådespelare. Hayward tillbringade ungdomen i England där han utbildade sig till skådespelare. Han kom på 1930-talet till Hollywood och blev främst känd för sina huvudroller i historiska äventyrsfilmer. Han blev senare amerikansk medborgare.
Hayward har två stjärnor på Hollywood Walk of Fame, en för film vid adressen 1500 Vine Street, och en för TV vid adressen 1680 Vine Street.

## Filmografi i urval
- 1938 – Vad ska en fattig flicka göra?
- 1938 – Helgonet i New York
- 1939 – Hertigen av West Point
- 1939 – Mannen med järnmasken
- 1940 – Min son, min son!
- 1941 – Skuggornas hus
- 1945 – …och sen var ingen kvar
- 1948 – Rovriddaren
- 1950 – Huset vid floden